# Дебюкур, Филибер-Луи
Филибер-Луи Дебюкур  (фр. Philibert-Louis Debucourt; Пустой шаблон {{ВД-Преамбула}} ) — французский живописец и гравёр.

## Биография
Родился в 1755 году в Париже в семье Жана Луи де Бюкура и его супруги Марии Дьё. Учился живописи у Жозефа Мари Вьена. В дальнейшем увлёкся созданием гравюр.
Дебюкур дебютировал на Парижском салоне 1781 года и в дальнейшем продолжал выставлять там свои произведения более сорока лет — до 1824 года. Однако, пик популярности и успеха работ Дебюкура пришёлся на конец XVIII столетия.
Дебюкур иногда работал в технике меццо-тинто, но куда чаще — в технике акватинты, и в конечном итоге стал ведущим французским мастером, работам которого современники стремились подражать.
В 1794 году Дебюкур создал гравюру «Героическая смерть молодого Бара» (революционного героя), которая, возможно, послужила одним из источников вдохновения для гораздо более поздней (1883) картины Жана Жозефа Вертса на тот же сюжет. Дебюкур также сотрудничал с «Журналом о дамах и моде» («Journal des dames et des modes»). Он выполнял гравюры для издательства Didot, в частности, иллюстрации к роману «Геро и Леандр» (1801), написанному его другом де Керелем.
Обычно Дебюкур создавал гравюру по собственным рисункам, однако известны несколько его гравюр по оригиналам Карла Верне. Он создавал как сатирические, так и «серьёзные» гравюры, а кроме того, продолжал заниматься живописью, хотя в этой сфере менее преуспел.
Среди непосредственных учеников Дебюкура выделялись Жан Пьер Мари Жазе и Луи Лекёр.
Скончался Дебюкур в 1832 году в Париже.

## Семья
В 1782 году Дебюкур женился на Марии Елизавете Софии Муши, дочери скульптора Луи Филиппа Муши (1734—1801) и его жены, Елизаветы-Розалии Пигаль, племяннице скульптора Жана-Батиста Пигаля (1714—1785). Благодаря этому браку, получил в пользование квартиру из нескольких комнат, расположенную непосредственно в Лувре, которую его тесть занимал как придворный скульптор, где в дальнейшем прожил много лет. Адрес этой квартиры Дебюкур часто указывал на гравюрах, чтобы повысить свой коммерческий успех, намекнув на положение при дворе. При этом супруга Дебюкура скончалась в родах всего через 15 месяцев после женитьбы (1783). Их единственный сын, Жан-Батист Дебюкур, прожил всего 18 лет. В 1803 году Дебюкур женился вторым браком — на Сюзанне-Франсуазе Маркан, после чего вынужден был покинуть апартаменты в Лувре.

## Особенности творчества
Сегодня Дебюкур известен главным образом как гравёр, добившийся успеха в сложной технике цветной акватинты (обычно предполагавшей печать одной гравюры с трёх-четырёх досок). Он следовал опыту изобретателя этой техники, французского живописца и гравёра Жана Франсуа Жанине.
Дебюкур работал как по собственным рисункам, так и по оригиналам других художников, главным образом по акварелям и рисункам пастелью. В поздний период он упрощал упрощал работу, гравируя одну доску для одного основного цвета, а затем раскрашивал полученные оттиски от руки — гуашью или акварелью.

## Оценки
Практически забытый в XIX веке, Дебюкур вновь обрёл известность в начале следующего столетия.
Русский художественный критик Андрей Иванович Сомов (1830—1909) в статье для ЭСБЕ так пишет о Дебюкуре и его творчестве:

Произведения его кисти отличаются умным выбором сюжетов, ясностью композиции, гармоничностью колорита и добросовестным исполнением; только человеческие фигуры в них несколько жеманны и походят на фарфоровые. (…) С 1785 года Дебюкур, почти совсем отказавшись от живописи, посвятил себя гравированию (…). Его полихромные гравюры изображают преимущественно сцены парижской жизни конца XVIII столетия. Из них особенно ценятся любителями гравюр два листа: «Гулянье в саду Пале-Рояля» (1787) и «Гулянье в галерее Пале-Рояля», представляющие превосходную характеристику современных художнику парижан с их типами, костюмами и нравами. (…) Позднейшие произведения Дебюкура свидетельствуют об упадке его таланта: под старость он утратил прежнюю изобретательность и наблюдательность, вдался в рутину и фарс.— Дебюкур, Луи-Филибер // Энциклопедический словарь Брокгауза и Ефрона : в 86 т. (82 т. и 4 доп.). — СПб., 1890—1907.
Сходным образом отзывался о работах Дебюкура и его современник, Дени Дидро.

## Галерея

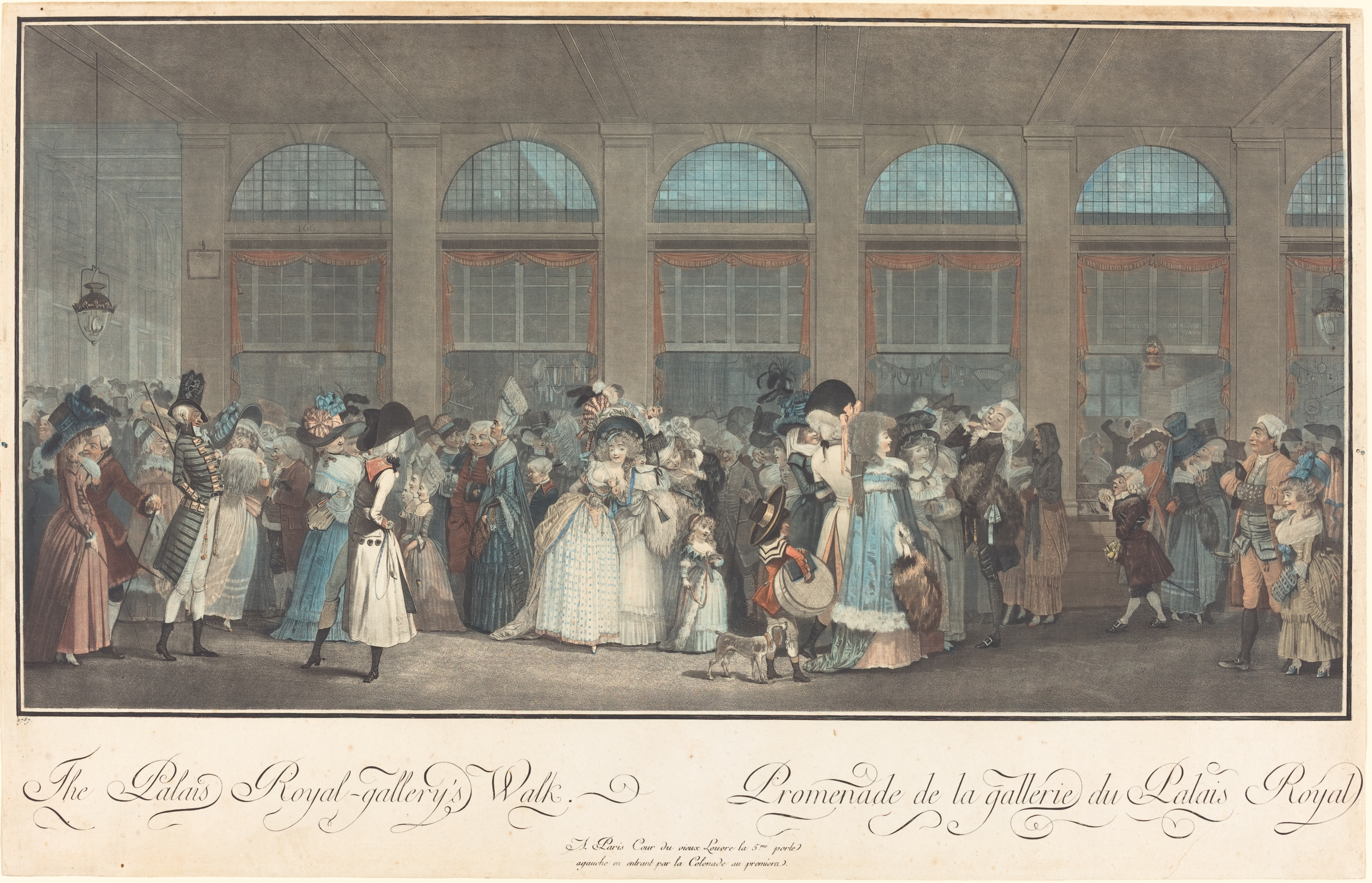
Гулянье в галерее Пале-Рояля. По акварели Клода Луи Дерэ[Комм. 1]
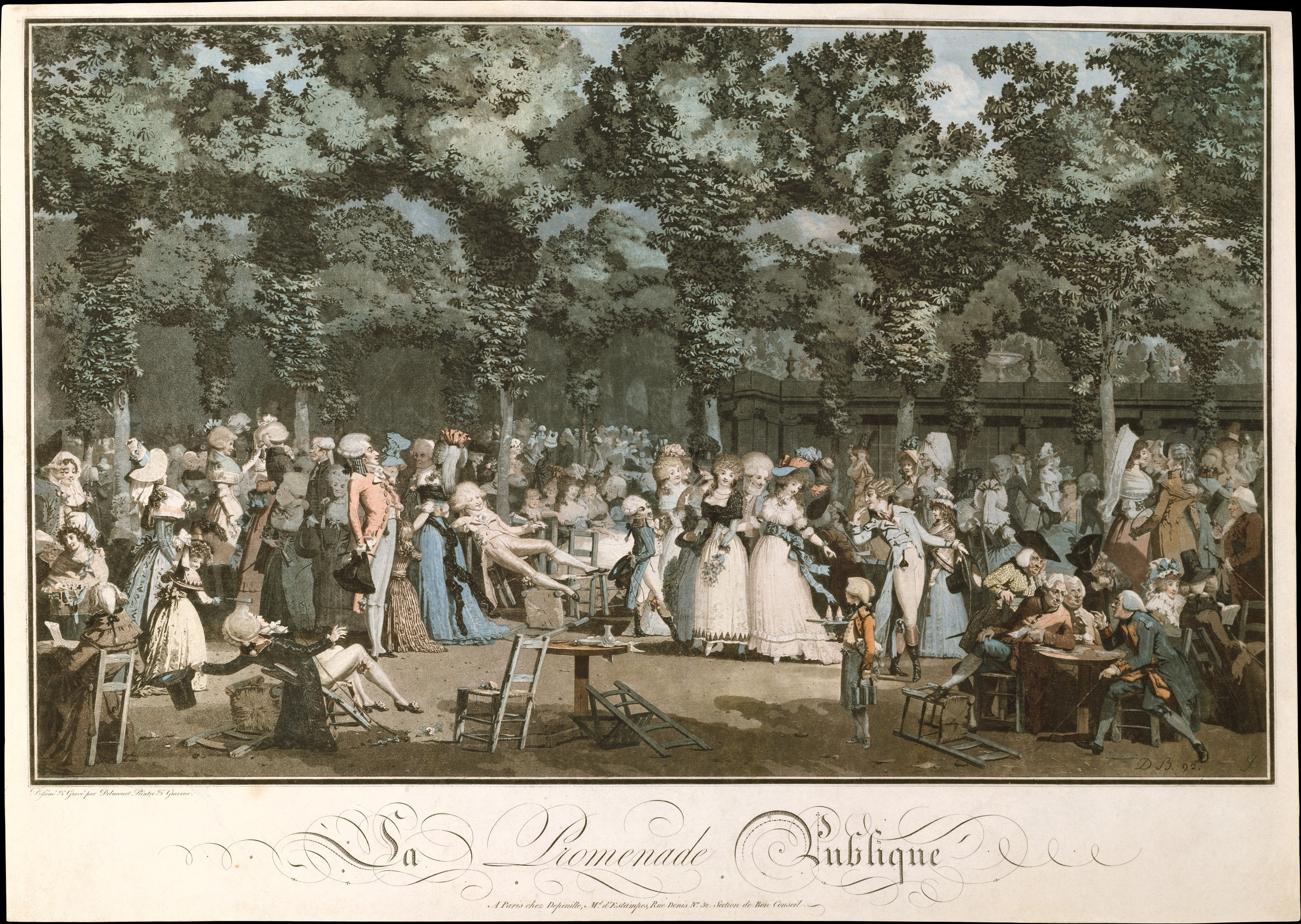
Публичный променад[Комм. 2]
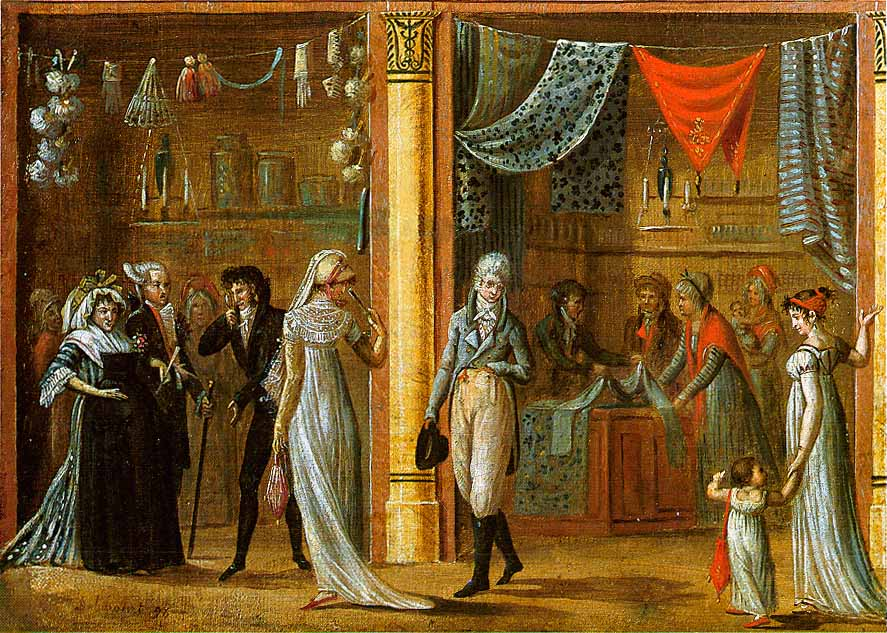
Променад в галерее Пале-Рояля (1798)
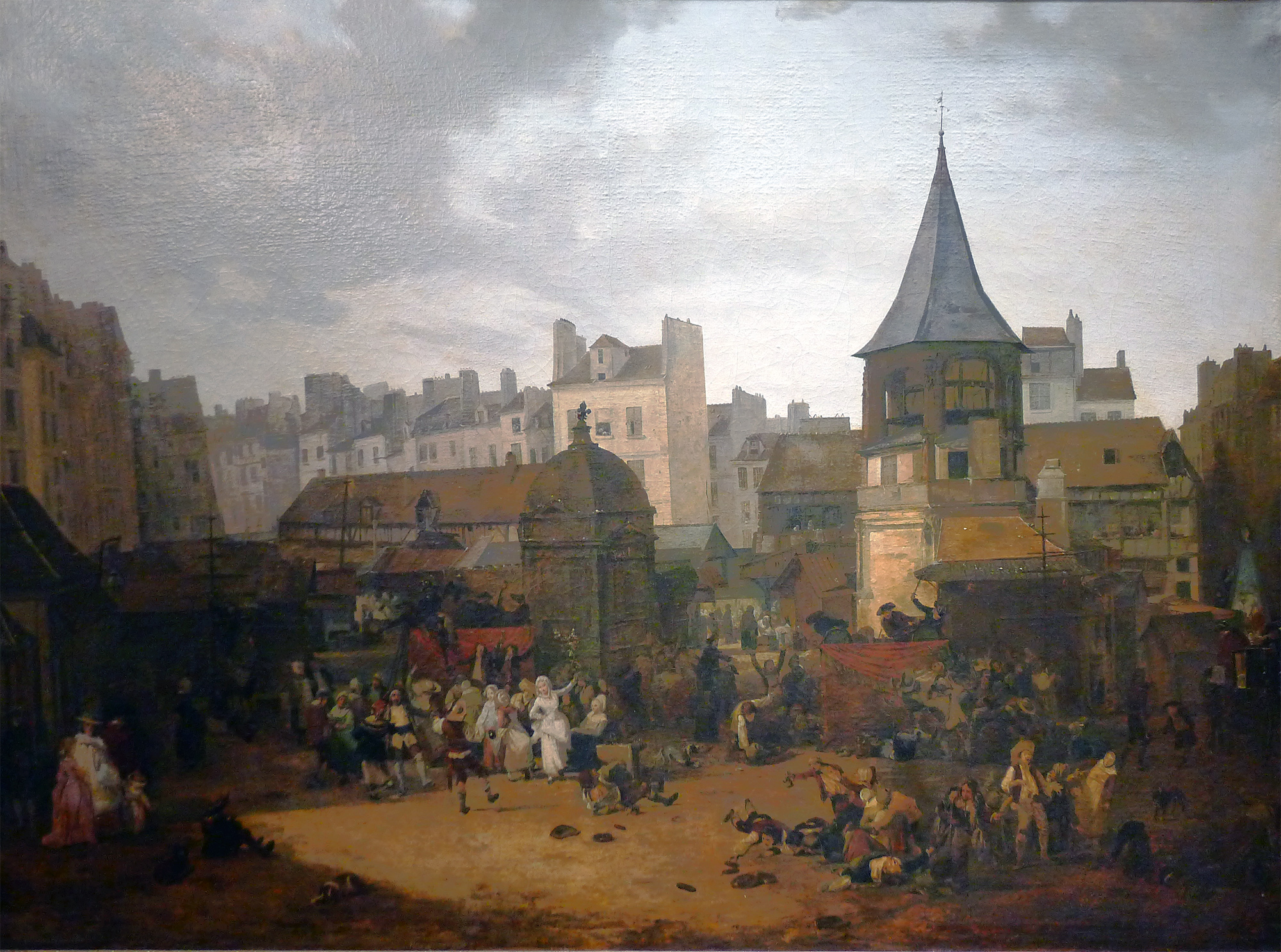
Праздник, устроенный мэрией Парижа на рынке Ле-Аль по случаю дня рождения дофина[Комм. 3]
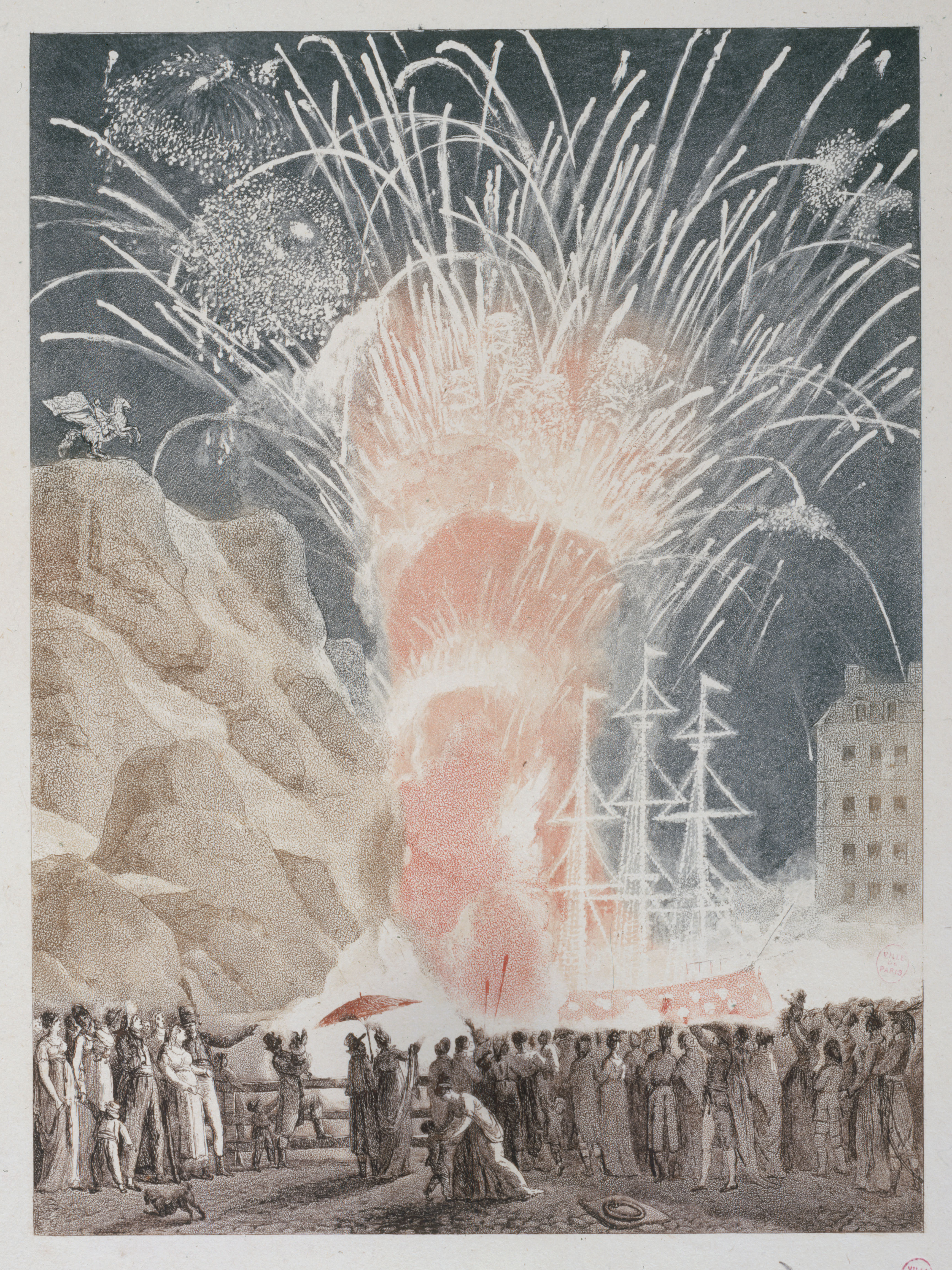
Фейерверк в честь коронации Наполеона 16 декабря 1804[Комм. 4]
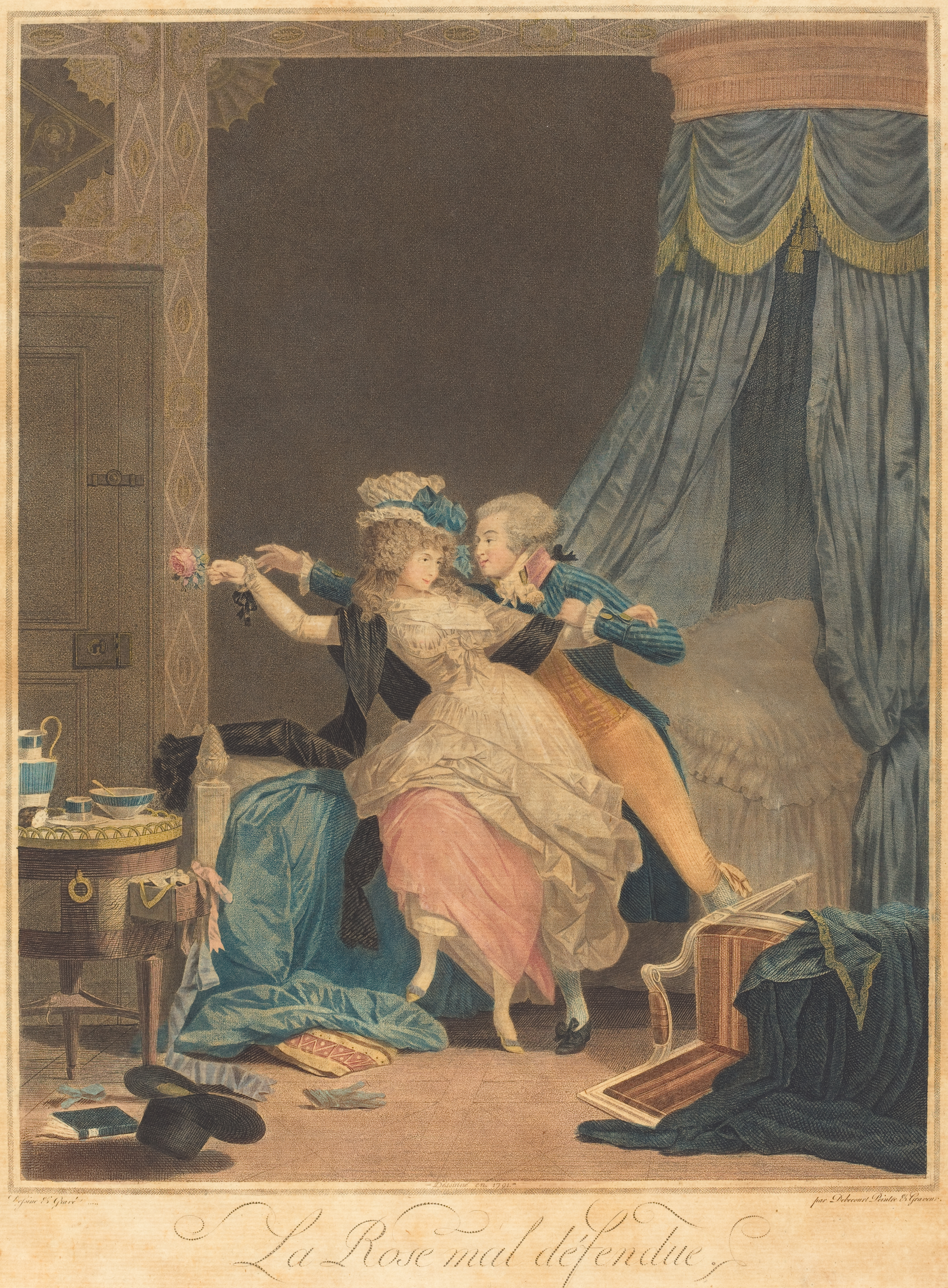
«Роза без шипов»[Комм. 5]
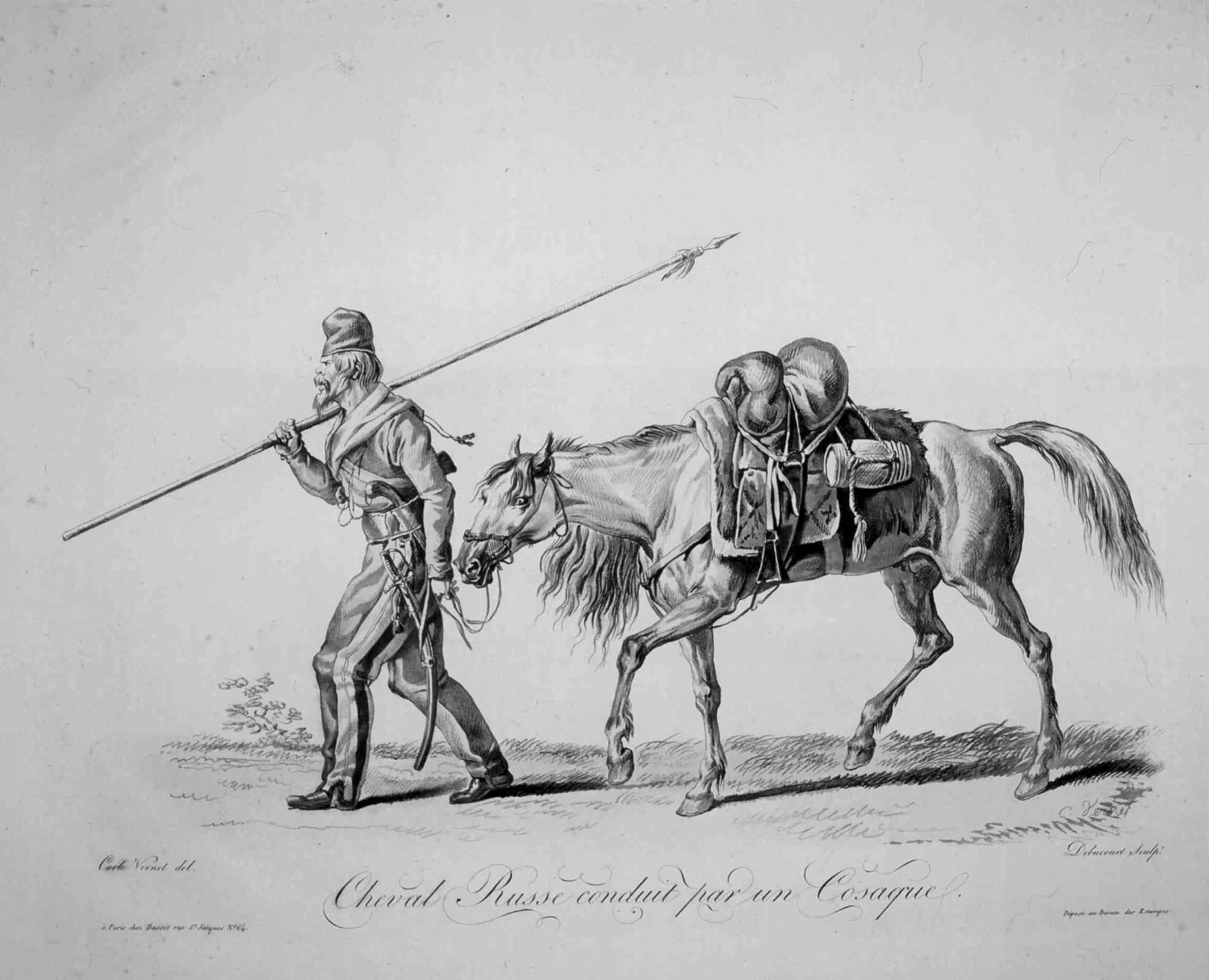
Русский казак со своей лошадью[Комм. 6]
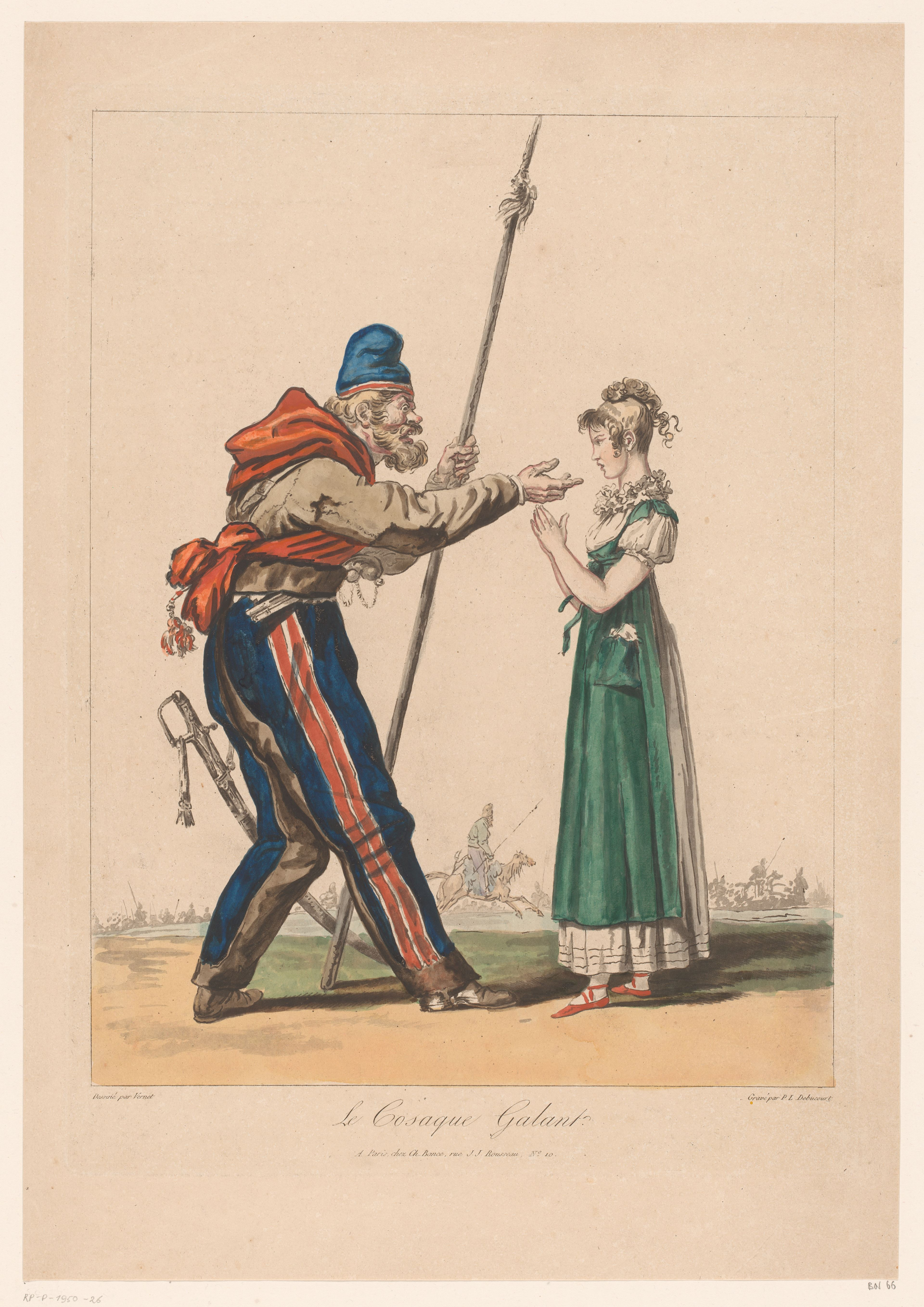
«Галантный казак». По рисунку Карла Верне[Комм. 7]
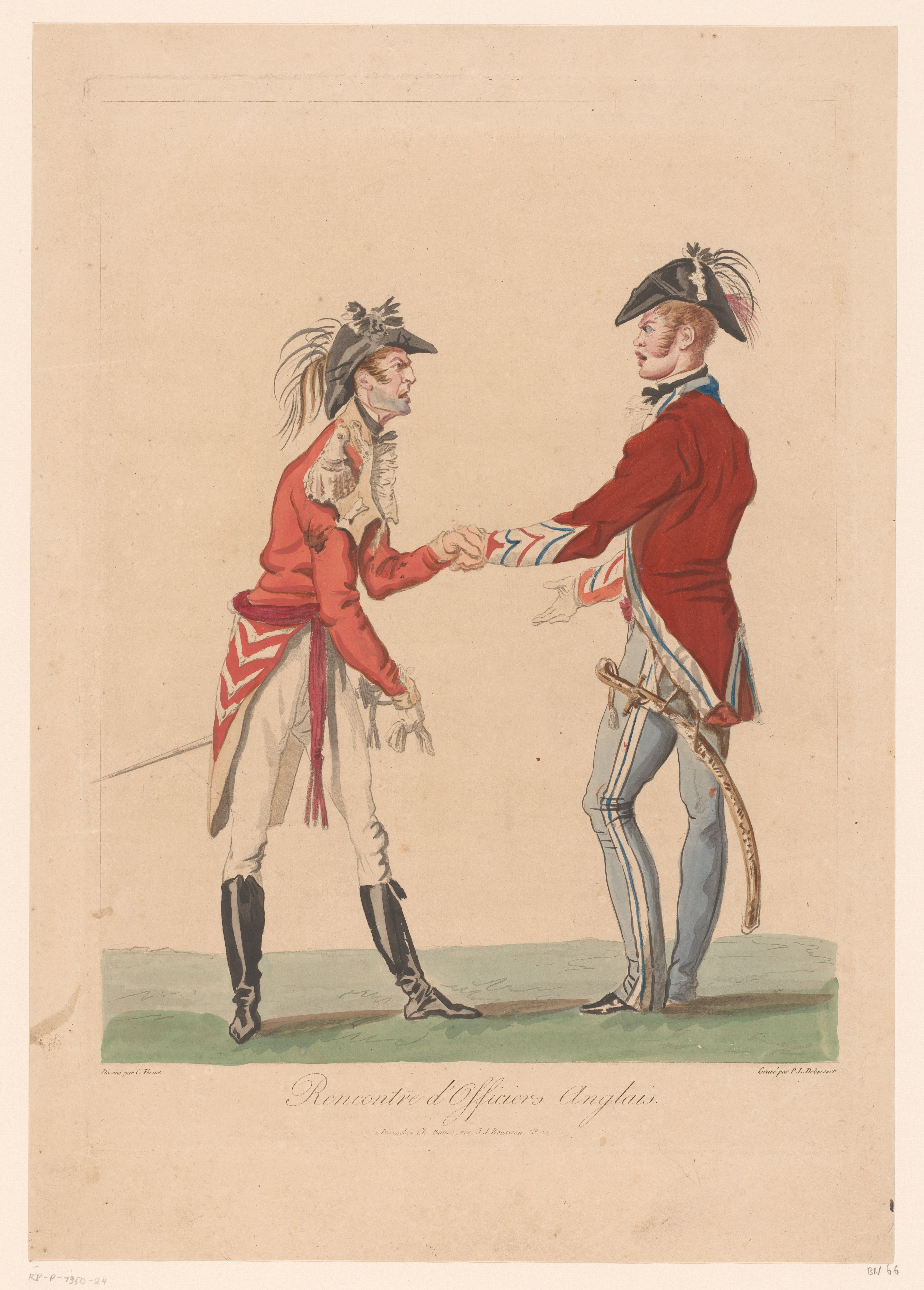
Встреча двух британских офицеров. По рисунку Карла Верне[Комм. 8]
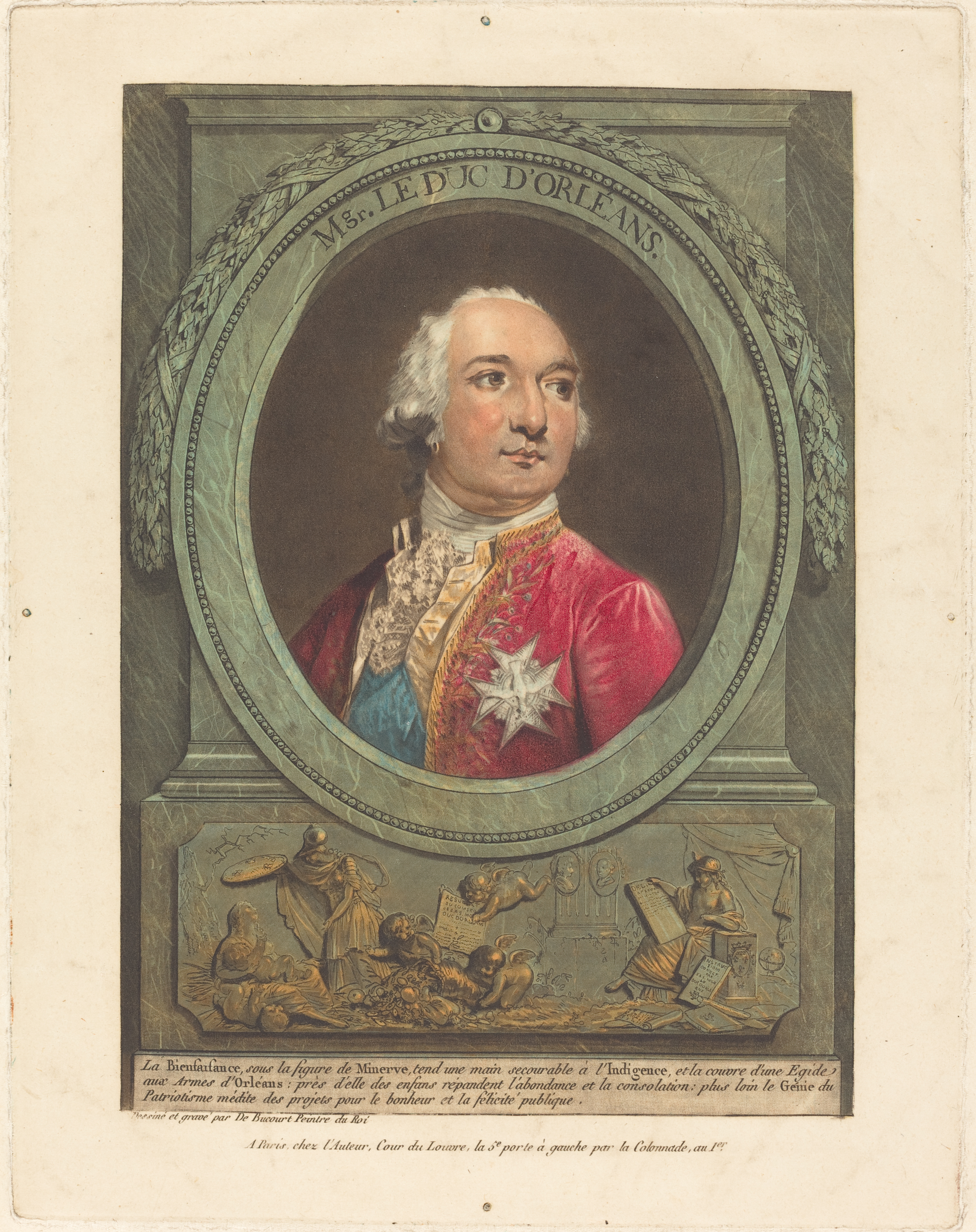
Герцог Орлеанский[Комм. 9]
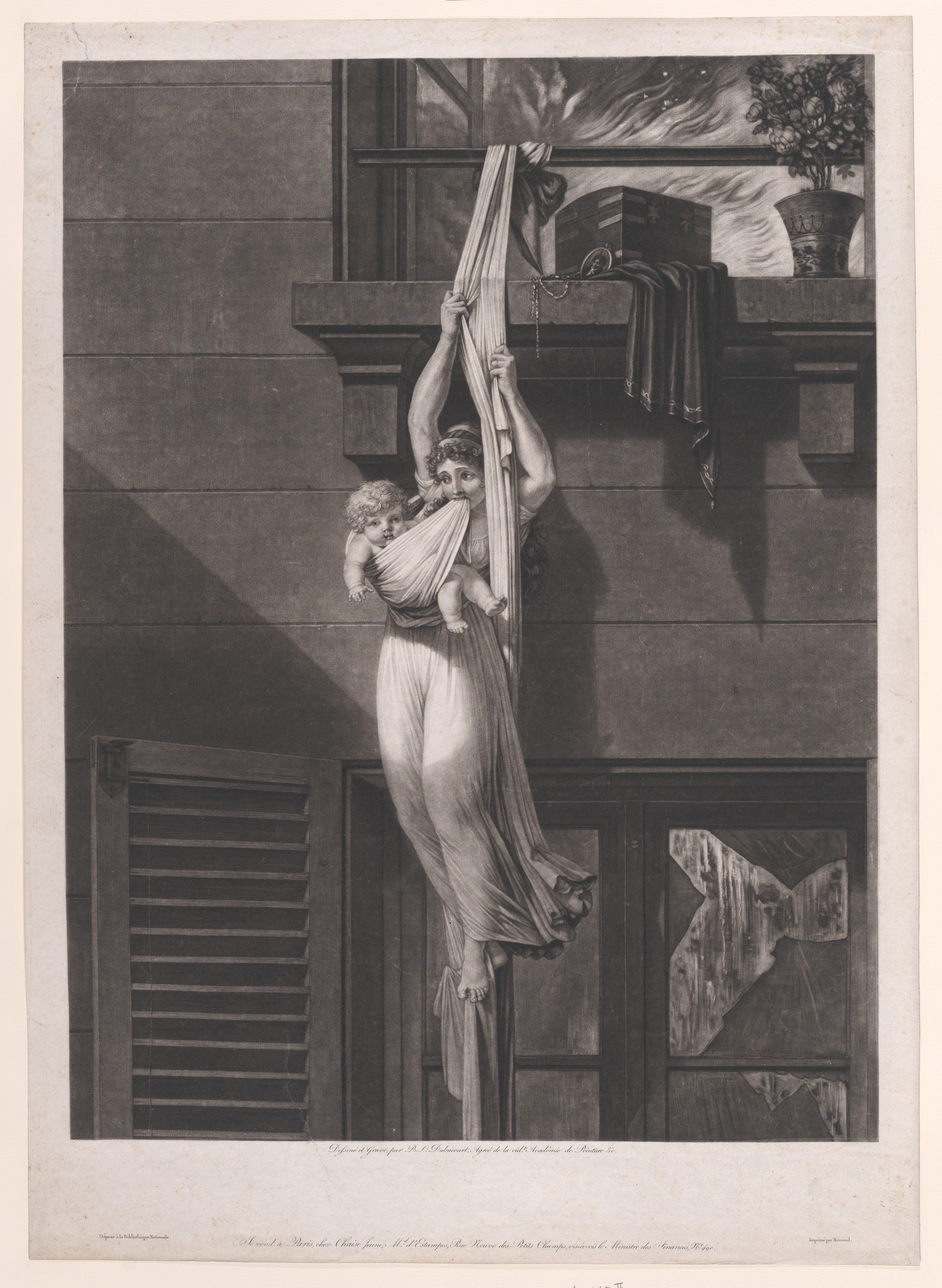
Пожар[Комм. 10]
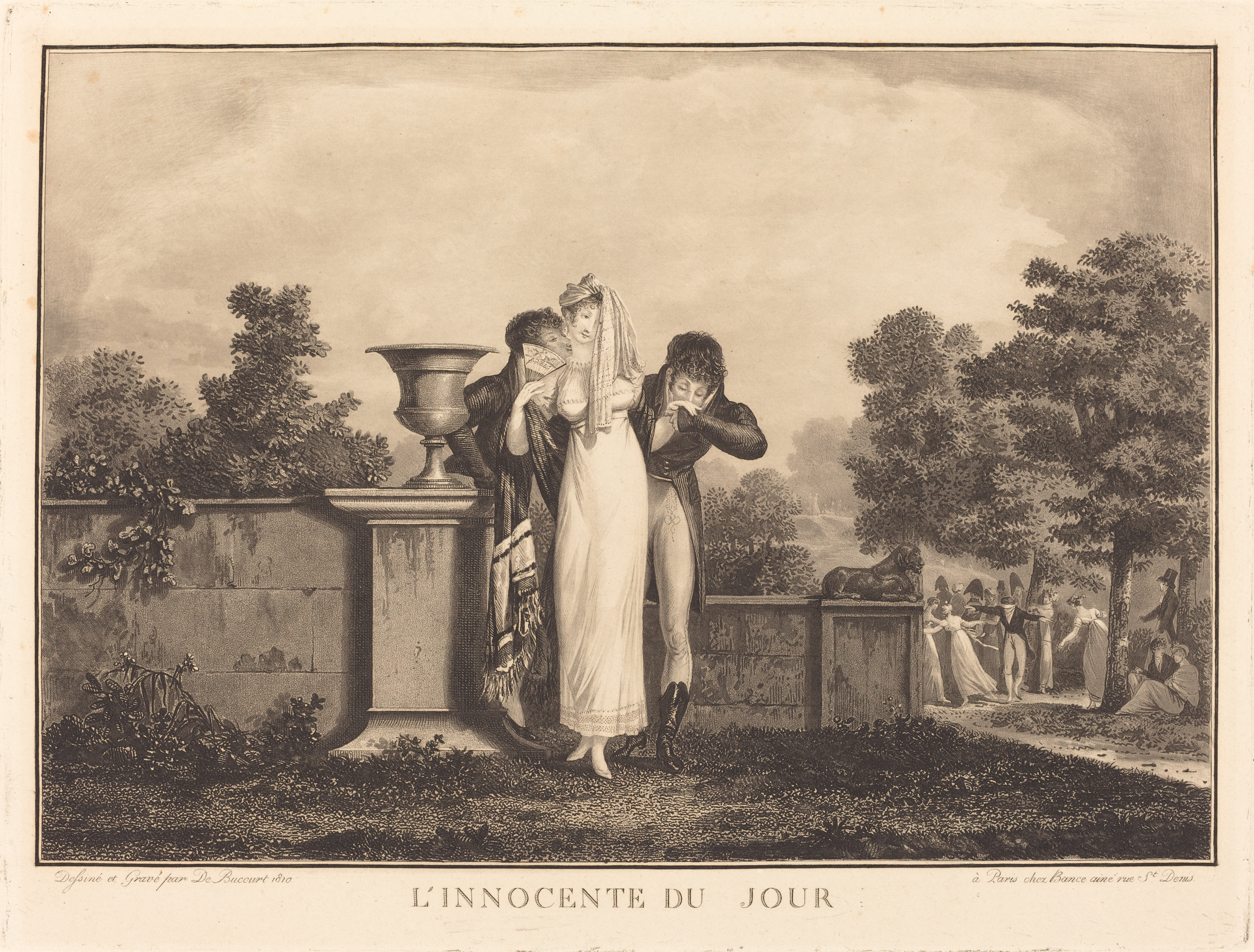
«Невинность дня»[Комм. 11]